# 青梅市立霞台小学校
青梅市立霞台小学校（おうめしりつかすみだいしょうがっこう）は、東京都青梅市新町にある小学校。児童数は約500人。泉中学校が隣接し、また若草小学校が近接する。

## 沿革
- 1975年（昭和50年） 創立

## 関係者

### 教職員
- 前田美子（合唱指導者）

## 所在地
- 東京都青梅市新町1-35-1

### 鉄道
- JR青梅線 河辺駅

### バス
- 西東京バス（河辺駅北口〜小作駅東口）大門バス停

## 周辺施設
- ファミリーマート 海田大門三丁目店
- シャトレーゼ 青梅店
- 関東マツダ 青梅店
- 青梅市交通公園
- 東京都立青峰学園
- 東京都立青梅看護専門学校